# Jean-Baptiste Élie de Beaumont
Jean-Baptiste Armand Louis Léonce Élie de Beaumont ( Mézidon-Canon, 25 de septiembre de 1798 – ídem, 21 de septiembre de 1874 ) fue un geólogo francés.

## Biografía
Nacido el 25 de septiembre de 1798 en la localidad francesa de Canon (departamento de Calvados, región de Baja Normandía), Beaumont estudió en el Lycée Henri IV, en la Escuela Politécnica y en la Escuela de Minas. En 1823 fue seleccionado por André Brochant de Villiers —profesor de geología de la Escuela de Minas— junto a Armand Dufrénoy, para realizar una investigación de campo en Inglaterra y Escocia, estudiando las infraestructuras mineras y metalúrgicas del país. En 1835 fue nombrado profesor de Geología de la Escuela de Minas, sucediendo al propio Brochant de Villiers, de quien había sido asistente desde 1827. También dio clases en el Colegio de Francia.
Fue miembro de la Academia de Berlín, de la Academia de Ciencias de Francia y de la Royal Society de Londres. Nombrado senador por decreto presidencial en 1853, tras la muerte de François Arago (1853) fue elegido secretario perpetuo de la Academia de Ciencias. Intervino en la publicación de la reedición del mapa geológico de Francia, que había dirigido, y planteó una teoría sobre el origen de las cordilleras, que elaboró en su Notice sur le systeme des montagnes (tres volúmenes, 1852). Sus lecciones académicas de 1843 y 1844 fueron publicadas en dos volúmenes bajo el título Leçons de géologie pratique (1845-1849). Una lista exhaustiva de su obra puede encontrarse en Annales des Minnes vol. vii, 1875, p. 259. Falleció el 22 de septiembre de 1874 en su localidad natal.

## Reconocimientos
- El cráter lunar Beaumont lleva este nombre en su honor.[3]